# Sticks & Stones (canção de Metro e Nelly Furtado)
"Sticks and Stones" é uma canção gravada pela cantora e compositora canadense Nelly Furtado para o seu sétimo álbum de estúdio, The Ride, (2017). Foi lançada em 25 de agosto de 2018 como quinto single do álbum em uma versão remix produzida por  "Metro", uma equipe de compositores, produtores e remixers sediada no Reino Unido. A canção é um cover da cantora e compositora também britânica Arlissa, lançada como single em 2013.

## Antecedentes
"Sticks And Stones” surgiu quando Nelly voou para Londres para colaborar no material de seu último álbum. Ela amou a produção deles em “Sticks And Stones” e gravou seu vocal ali mesmo. Enquanto a nova abordagem do Metro em “Sticks And Stones” contrasta com a produção de  The Ride -  uma brincadeira de indie pop divertida e alegre emaranhada com sintetizadores crocantes - a produção do Metro na música de Furtado revigora a música com uma batida house intensa e sintetizadores eletrônicos que leva “Sticks And Stones” de volta à era da dança dos anos 90.

## Composição
A versão do álbum de "Sticks and Stones" foi escrita por Mark Taylor e Patrick Mascall (Metro) juntamente com Jamie Scott, Arlissa Joann Ruppert, Nelly Furtado e produzida por John Congleton e Mark Taylor, foi descrita por Katherine St. Asaph da Pitchfork como gênero synth-rock. Já a versão remix produzida pelo Metro (sem a produção de John Congleton) é descrita por Dan Miller do portal Djtimes.com como gênero electro house.

## Lista de faixas
| Download Digital (Mojito Remix) |                                  |         |  |
| N.º                             | Título                           | Duração |  |
| 1.                              | "Sticks & Stones (Mojito Remix)" | 3:47    |  |

| Download Digital - EP |                                                 |         |  |
| N.º                   | Título                                          | Duração |  |
| 1.                    | "Sticks & Stones"                               | 3:34    |  |
| 2.                    | "Sticks & Stones (F9 Remix Edit)"               | 3:29    |  |
| 3.                    | "Sticks & Stones (F9 Extended Remix)"           | 7:20    |  |
| 4.                    | "Sticks & Stones (Chrome Tapes Extended Remix)" | 5:50    |  |
| 5.                    | "Sticks & Stones (Mojito Remix)"                | 3:47    |  |

| Download Digital (Remixes) |                                                                  |         |  |
| N.º                        | Título                                                           | Duração |  |
| 1.                         | "Sticks & Stones (StoneBridge & Damien Hall Epic Mix)"           | 3:23    |  |
| 2.                         | "Sticks & Stones (StoneBridge & Damien Hall Epic Extended Mix)"  | 5:12    |  |
| 3.                         | "Sticks & Stones (StoneBridge & Damien Hall Epic Dubstrumental)" | 5:12    |  |
| 4.                         | "Sticks & Stones (Bimbo Jones Vocal Mix)"                        | 6:13    |  |
| 5.                         | "Sticks & Stones (Bimbo Jones Ibiza Club Mix)"                   | 5:50    |  |
| 6.                         | "Sticks & Stones (Manuel Riva & Cristian Poow Remix)"            | 8:24    |  |

## Desempenho nas paradas musicais
| Parada (2018)                                     | Melhor posição |
| ------------------------------------------------- | -------------- |
| Estados Unidos (Hot Dance Club Songs) (Billboard) | 1              |

## Histórico de lançamento
| Região | Data                 | Versão       | Formato                     | Gravadora       |
| ------ | -------------------- | ------------ | --------------------------- | --------------- |
| Várias | 18 de Maio de 2018   | Mojito Remix | Download digital, streaming | Metrophonic     |
| Várias | 25 de Maio de 2018   | EP           | Download digital, streaming | Radikal Records |
| Várias | 10 de Agosto de 2018 | Remixes      | Download digital, streaming | Radikal Records |